# بهره‌وری ایکس
بهره‌وری ایکس (به انگلیسی: X-Efficiency) به درجه‌ای از بهره‌وری در یک کسب‌وکار اطلاق می‌گردد، که ناشی از رقابت ناقص یا ناکامل شخص است. در مکتب فکری اقتصاد کلاسیک-نو، در شرایط بازار رقابت کامل، شخص یا شرکت باید از بهره‌وری کامل و ۱۰۰٪ درصد استفاده کند، تا بتواند سودی حاصل نماید. هر چند در زمانی که شرایط کامل رقابتی در بازار موجود نباشد، شرکت‌ها یا اشخاص نمی‌توانند از بهره‌وری کامل برخوردار باشند.